# Grassobbio
Grassobbio é uma comuna italiana da região da Lombardia, província de Bérgamo, com cerca de 5.378 habitantes. Estende-se por uma área de 8 km², tendo uma densidade populacional de 672 hab/km². Faz fronteira com Cavernago, Orio al Serio, Seriate, Zanica.

## Demografia
| Variação demográfica do município entre 1861 e 2011                               |
|                                                                                   |
| Fonte: Istituto Nazionale di Statistica (ISTAT) - Elaboração gráfica da Wikipedia |